# Festival kulture mladih Srbije
Festival kulture mladih Srbije (FKMS) je republički festival koji se održava u Knjaževcu početkom jula i traje 5-7 dana. Poslednjih godina njegova standardna  programska šema podrazumeva raspisivanje konkursa za umetničku fotografiju, pesničkog konkursa u saradnji sa drugim programom Radio Beograda, otvaranje reprezentativne likovne izložbe, večeri narodne, zabavne i rok muzike. Redovno su zastupljeni dramski i filmski a završne večeri nastupaju vodeće folklorne trupe u zemlji. Pokrovitelji Festivala su Ministarstvo za kulturu i Opština Knjaževac. Izvršni realizator smotre je Dom kulture Knjaževac.

## Istorija
Godine 1951. grupa studenata iz Timočke Krajine došla je na ideju o organizovanju multikulturne smotre. Takva ideja ostvarena je 1962. godine kada su u dvorištu Gimnazije održane prve studentske igre na kojima je učestvovalo oo 300 studenata iz nekoliko gradova Timočkog i Niškog regiona. Izvršni realizator smotre je Dom kulture Knjaževac. Godine 1966. smotra postaje republička i dobija naziv MUZIČKE IGRE STUDENATA SRBIJE a potom UMETNIČKE IGRE OMLADINE I STUDENATA SRBIJE. Počev od 1972. godine smotra se održava pod nazivom FESTIVAL KULTURE MLADIH SRBIJE.
Od početka organizovanja pa do 1984. godine festival traje kao takmičenje mladih stvaralaca u muzici, poeziji, pozorišnoj igri i umetničkoj fotografiji. Sa porastom noviteta i kvaliteta programa koje je nudio publici, festival gubi takmičarski karakter i izrasta u jedinstvenu smotru vrhunskih dostignuća mladih stvaralaca. Svoje postojanje festival je počeo muzikom (narodnom i zabavnom) i slikarstvom. Klasična muzika postaje deo programa 1967. godine; umetnička fotografija 1968. godine; omladinska karikatura 1971. godine, recitatorstvo, govorništvo i film 1972. godine; folklor 1973. godine, horsko pevanje i drama 1974. godine; balet 1981. godine i sport i video stvaralaštvo 1985. godine. Kada se posle više od četiri decenije pogled usmeri ka njegovim počecima može se s ponosom reći da su brojevi prikazanih programa, izvodjača i gostiju najbolji pokazatelji značaja smotre. Više od 50.000 mladih stvaralaca predstavilo je do sada svoja umetnička ostvarenja i gotovo da nema iole značajnije ličnosti na kulturnoj i javnoj sceni koja nije učestvovala na festivalu.